# 4209 Briggs
4209 Briggs је астероид главног астероидног појаса. Приближан пречник астероида је 25,63 ,
а средња удаљеност астероида од Сунца износи 3,152 астрономских јединица (АЈ).
Инклинација (нагиб) орбите у односу на раван еклиптике је 21,633 степени, а орбитални период износи 2044,557 дана (5,597 година). Ексцентрицитет орбите астероида износи 0,086.
Апсолутна магнитуда астероида износи 10,80 а геометријски албедо 0,128.
Астероид је откривен 4. октобра 1986. године.